# Tokarpur
Tokarpur (nepalski: टोकरपुर) – gaun wikas samiti w środkowej części Nepalu w strefie Dźanakpur w dystrykcie Ramechhap. Według nepalskiego spisu powszechnego z 2001 roku liczył on 708 gospodarstw domowych i 3890 mieszkańców (1990 kobiet i 1900 mężczyzn).